# Зеуриц

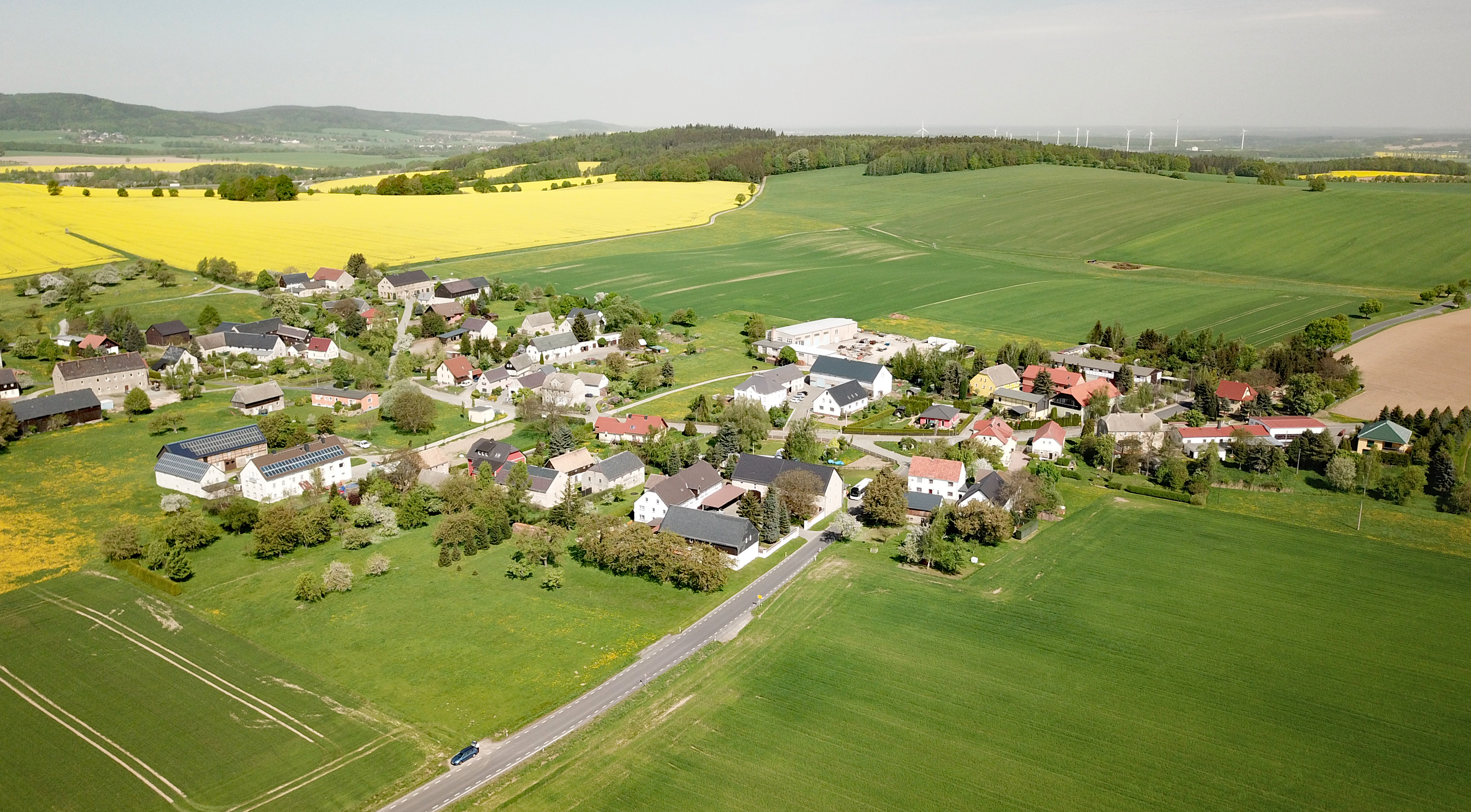

Зе́уриц или Жу́рицы (нем. Säuritz; в.-луж. Žuricy) — деревня в Верхней Лужице, Германия. Входит в состав коммуны Паншвиц-Кукау района Баутцен в земле Саксония. Подчиняется административному округу Дрезден.

## География
Располагается примерно в четырёх километрах юго-восточнее Эльстры.
Соседние населённые пункты: на северо-востоке — деревни Кашецы и Глупоньца, на юге — административный центр коммуны Буркау и на северо-западе — деревня Йедлов (c 1994 года входит в городские границы города Эльстра).

## История
Впервые упоминается в 1357 году под наименованием Zuricz. В средние века деревня принадлежала женскому монастырю Мариенштерн.
До 1974 года была административным центром одноимённой коммуны. С 1974 по 1994 года входила в состав коммуны Остро. С 1994 года входит в современную коммуну Паншвиц-Кукау.
В настоящее время деревня входит в состав культурно-территориальной автономии «Лужицкая поселенческая область», на территории которой действуют законодательные акты земель Саксонии и Бранденбурга, содействующие сохранению лужицких языков и культуры лужичан.
Исторические немецкие наименования
- Zuricz, 1357
- Zuyritz, 1365
- Suritz, 1419
- Hinrich Zewericz, 1432
- Jan von Zawericz, 1456
- Sewritz, Seuritz, 1512
- Seyritz, 1572
- Seuritz oder Seyeritz, 1791
- Säuritz, 1875

## Население
Официальным языком в населённом пункте, помимо немецкого, является также верхнелужицкий язык.
Согласно статистическому сочинению «Dodawki k statisticy a etnografiji łužickich Serbow» Арношта Муки в 1884 году в деревне проживало 157 человек (из них — 86 серболужичан (55 %)).
Лужицкий демограф Арношт Черник в своём сочинении «Die Entwicklung der sorbischen Bevölkerung» указывает, что в 1956 году при общей численности в 186 человек серболужицкое население деревни составляло 38,2 % (из них верхнелужицким языком активно владело 53 взрослых и 18 несовершеннолетних).
| 1834 | 1871 | 1890 | 1910 | 1925 | 1939 | 1946 | 1950 | 1964 | 2005 | 2010 | 2015 | 2017 |
| ---- | ---- | ---- | ---- | ---- | ---- | ---- | ---- | ---- | ---- | ---- | ---- | ---- |
| 128  | 143  | 144  | 161  | 164  | 179  | 221  | 238  | 139  | 105  | 108  | 104  | 98   |